# Skagen
Skagen (phát âm tiếng Đan Mạch: [sɡ̊æːɪn] ), là thành phố và các khu vực xung quanh cực bắc của Đan Mạch. Đôi khi được gọi theo tiếng Anh là The Scaw, nó nằm trên bờ biển phía đông của bán đảo Skagen Odde ở xa về phía bắc Jutland, nó là một phần của Đô thị tự quản Frederikshavn trong Vùng Nordjylland. Nó nằm 41 km (25 dặm) về phía bắc của Frederikshavn và 108 km (67 dặm) về phía đông bắc của Aalborg. Với cảng phát triển tốt của nó, Skagen là cảng cá chính của Đan Mạch và cũng có một ngành du lịch phát triển mạnh, thu hút khoảng 2 triệu khách mỗi năm.

## Khí hậu
| Dữ liệu khí hậu của Skagen (1971–2000)                   | Dữ liệu khí hậu của Skagen (1971–2000) | Dữ liệu khí hậu của Skagen (1971–2000) | Dữ liệu khí hậu của Skagen (1971–2000) | Dữ liệu khí hậu của Skagen (1971–2000) | Dữ liệu khí hậu của Skagen (1971–2000) | Dữ liệu khí hậu của Skagen (1971–2000) | Dữ liệu khí hậu của Skagen (1971–2000) | Dữ liệu khí hậu của Skagen (1971–2000) | Dữ liệu khí hậu của Skagen (1971–2000) | Dữ liệu khí hậu của Skagen (1971–2000) | Dữ liệu khí hậu của Skagen (1971–2000) | Dữ liệu khí hậu của Skagen (1971–2000) | Dữ liệu khí hậu của Skagen (1971–2000) |
| Tháng                                                    | 1                                      | 2                                      | 3                                      | 4                                      | 5                                      | 6                                      | 7                                      | 8                                      | 9                                      | 10                                     | 11                                     | 12                                     | Năm                                    |
| -------------------------------------------------------- | -------------------------------------- | -------------------------------------- | -------------------------------------- | -------------------------------------- | -------------------------------------- | -------------------------------------- | -------------------------------------- | -------------------------------------- | -------------------------------------- | -------------------------------------- | -------------------------------------- | -------------------------------------- | -------------------------------------- |
| Cao kỉ lục °C (°F)                                       | 10.2 (50.4)                            | 11.5 (52.7)                            | 15.7 (60.3)                            | 19.0 (66.2)                            | 23.6 (74.5)                            | 27.1 (80.8)                            | 28.2 (82.8)                            | 29.0 (84.2)                            | 22.6 (72.7)                            | 19.0 (66.2)                            | 13.2 (55.8)                            | 11.1 (52.0)                            | 29.0 (84.2)                            |
| Trung bình ngày tối đa °C (°F)                           | 3.0 (37.4)                             | 2.7 (36.9)                             | 4.6 (40.3)                             | 8.4 (47.1)                             | 13.7 (56.7)                            | 17.2 (63.0)                            | 19.5 (67.1)                            | 19.2 (66.6)                            | 15.5 (59.9)                            | 11.4 (52.5)                            | 7.3 (45.1)                             | 4.7 (40.5)                             | 10.6 (51.1)                            |
| Trung bình ngày °C (°F)                                  | 1.4 (34.5)                             | 1.0 (33.8)                             | 2.5 (36.5)                             | 5.6 (42.1)                             | 10.5 (50.9)                            | 14.0 (57.2)                            | 16.3 (61.3)                            | 16.2 (61.2)                            | 13.1 (55.6)                            | 9.5 (49.1)                             | 5.7 (42.3)                             | 3.1 (37.6)                             | 8.2 (46.8)                             |
| Tối thiểu trung bình ngày °C (°F)                        | −0.7 (30.7)                            | −1.1 (30.0)                            | 0.3 (32.5)                             | 2.9 (37.2)                             | 7.5 (45.5)                             | 10.9 (51.6)                            | 13.1 (55.6)                            | 13.0 (55.4)                            | 10.4 (50.7)                            | 7.1 (44.8)                             | 3.6 (38.5)                             | 1.0 (33.8)                             | 5.7 (42.3)                             |
| Thấp kỉ lục °C (°F)                                      | −16.5 (2.3)                            | −15.0 (5.0)                            | −10.8 (12.6)                           | −4.8 (23.4)                            | −3.0 (26.6)                            | 3.2 (37.8)                             | 6.0 (42.8)                             | 5.5 (41.9)                             | 1.3 (34.3)                             | −2.6 (27.3)                            | −5.8 (21.6)                            | −12.4 (9.7)                            | −16.5 (2.3)                            |
| Lượng Giáng thủy trung bình mm (inches)                  | 52.4 (2.06)                            | 32.1 (1.26)                            | 40.4 (1.59)                            | 33.7 (1.33)                            | 43.6 (1.72)                            | 54.6 (2.15)                            | 48.8 (1.92)                            | 61.9 (2.44)                            | 75.5 (2.97)                            | 75.6 (2.98)                            | 66.1 (2.60)                            | 58.5 (2.30)                            | 643.2 (25.32)                          |
| Số ngày giáng thủy trung bình (≥ 0.1 mm)                 | 16.5                                   | 12.3                                   | 13.7                                   | 11.2                                   | 11.1                                   | 11.8                                   | 10.1                                   | 11.8                                   | 14.4                                   | 16.0                                   | 16.6                                   | 16.7                                   | 162.3                                  |
| Số ngày tuyết rơi trung bình                             | 5.8                                    | 4.6                                    | 3.7                                    | 1.2                                    | 0.0                                    | 0.0                                    | 0.0                                    | 0.0                                    | 0.0                                    | 0.1                                    | 1.2                                    | 3.7                                    | 20.3                                   |
| Độ ẩm tương đối trung bình (%)                           | 93                                     | 91                                     | 91                                     | 87                                     | 86                                     | 87                                     | 87                                     | 87                                     | 87                                     | 88                                     | 90                                     | 92                                     | 89                                     |
| Số giờ nắng trung bình tháng                             | 59                                     | 77                                     | 135                                    | 194                                    | 291                                    | 274                                    | 306                                    | 257                                    | 164                                    | 101                                    | 56                                     | 48                                     | 1.969                                  |
| Nguồn: Danish Meteorological Institute (độ ẩm 1978–1997) |                                        |                                        |                                        |                                        |                                        |                                        |                                        |                                        |                                        |                                        |                                        |                                        |                                        |